# Rhodosciadium tolucense
Rhodosciadium tolucense är en flockblommig växtart som först beskrevs av Carl Sigismund Kunth, och fick sitt nu gällande namn av Mildred Esther Mathias. Rhodosciadium tolucense ingår i släktet Rhodosciadium och familjen flockblommiga växter. Inga underarter finns listade i Catalogue of Life.